# 奇西克桥
奇西克桥（英语：Chiswick Bridge）是一座用钢筋混凝土建造的拱桥，位于英國伦敦西部。1933年，为减轻伦敦西部的交通压力，有关部门决定建造3座桥梁（奇西克桥、特威克纳姆桥和汉普顿大桥），奇西克桥便是其中之一。
奇西克桥横跨泰晤士河，连通了北岸的奇斯威克和南岸的摩特雷克。桥长606英尺（185米），由3400吨重的兰石建成。泰晤士河的钢筋混凝土桥梁中，奇西克桥的最大跨度是150英尺（46米），位居第一。这座桥梁因靠近牛津大学和剑桥大学划船比赛的终点线而闻名。

## 背景

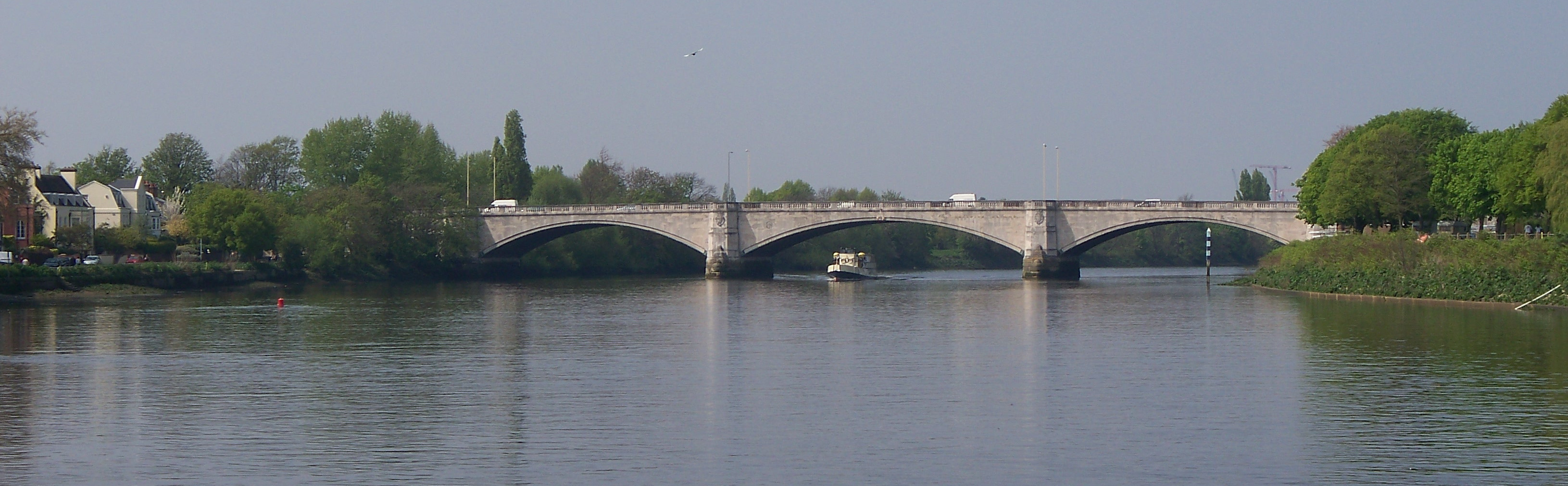
奇西克桥

自17世纪起，奇斯威克和摩特雷克的村庄只能靠渡船取得联系。由于当时两个地区都人烟稀少，所以无需建造桥梁以改善交通情况。随着人口的增长和交通运输业的发展，奇西克桥、新建成的特威克纳姆桥和重建的汉普顿大桥于1933年7月3日正式开通，当地的渡船服务也因此关闭。
19世纪时，铁路诞生，随着伦敦地铁的快速发展，地铁变得越来越实用和实惠，奇斯威克和摩特雷克的人口也开始快速增长。1909年，人们提出了修建A316号公路的计划，A316号公路从汉默史密斯出发，绕过金斯敦和里士满，经伦敦郊区后最终抵达切特西，距伦敦市中心西部18英里（29公里）。然而由于成本问题和有关人员的争论，该计划没能得到实施。
第一次世界大战结束后，得益于完善的铁路交通系统和汽车数量的增长，伦敦郊区西部的人口开始不断增长。1925年，为解决当地开始日益严重的交通压力，英国交通部和米德塞克斯和萨里的议会决定召开会议进行讨论。1927年，英国跨江交通皇家委员会决定重新启动修建A316号公路的计划以缓解当地狭窄的里士满桥、邱桥、汉默史密斯桥以及其他一些街道上的交通压力。至于成本问题，交通部同意支付高额补贴。
1928年8月3日，A316公路的建造得到批准，1930年开始正式施工。此外还需在特威克纳姆和奇斯威克建造两座新桥梁，1928年桥梁的建造得到批准并开始施工。1933年7月3日，威尔士的爱德华王子亲自开通了新建的特威克纳姆桥、重建的汉普顿大桥以及奇西克桥，当地的渡船服务也因此被永久关闭。

## 设计

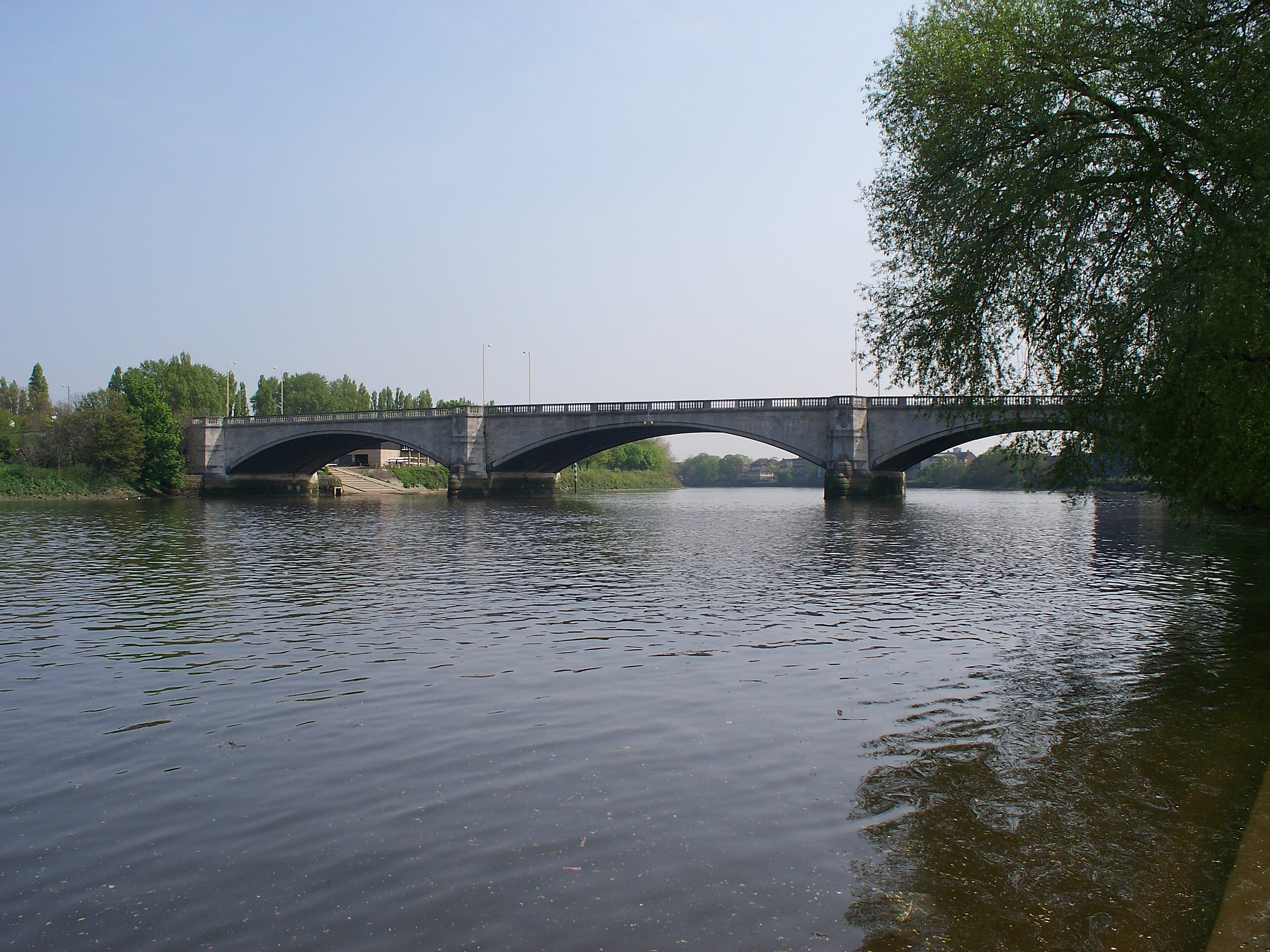
奇西克桥

在Considère Constructions（当时英国钢筋混凝土技术的领导者之一）的追加投入下，现在的桥梁得以建成。桥梁由建筑师赫伯特·贝克和工程师阿尔弗雷德卓别兰设计，是一座用钢筋混凝土建造的拱桥。奇西克桥共有五个桥洞。

## 现状

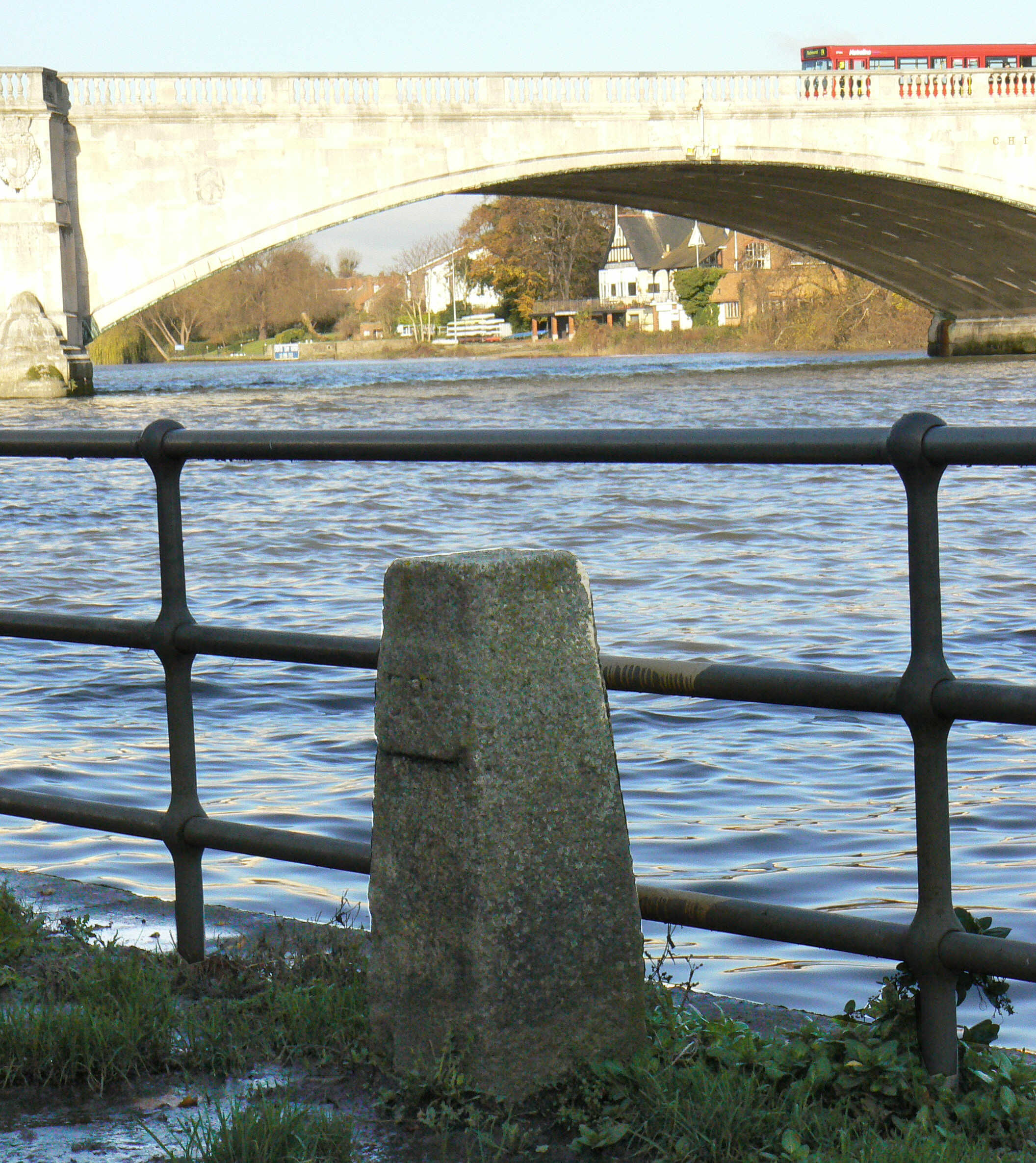
位于泰晤士河南岸的石快是终点线的标志

奇西克桥是一条重要的交通路线，泰晤士河的20座公路桥中，奇西克桥的交通压力位居第八。奇西克桥因以靠近牛津大学和剑桥大学划船比赛的终点线而闻名。位于南岸的石块是比赛的终点线。位于奇西克桥底下、泰晤士河南岸的纤道现已成为泰晤士路的一部分。